# Georgina Spelvin
Georgina Spelvin, nome d'arte di Michelle Graham (Houston, 1º marzo 1936), è un'ex attrice pornografica e ballerina statunitense.
È nota soprattutto per il suo ruolo da protagonista in Miss Jones di Gerard Damiano.

## Biografia

### Prima diMiss Jones
Da bambina, Michelle Graham contrasse la poliomielite, ma riuscì a ristabilirsi ottimamente, al punto da diventare una ballerina. Iniziò la sua carriera come danzatrice di fila a New York, e partecipò a diverse produzioni di Broadway: Bulli e pupe, Sweet Charity, e The Pajama Game. Il suo primo film fu The Twilight Girls, un softcore saffico del 1957.

### Michelle diventa Georgina
La svolta verso il cinema pornografico avvenne quando un suo amico, l'attore Harry Reems, la presentò a Gerard Damiano, regista di film per adulti. In quest'occasione adottò lo pseudonimo di Georgina Spelvin, che è una variazione di George Spelvin, nome utilizzato tradizionalmente come pseudonimo dagli attori teatrali americani.
Georgina Spelvin partecipò ad alcuni film di genere sexploitation verso la fine degli anni sessanta, ma divenne una delle figure più conosciute della scena hardcore dopo essere stata la protagonista del film Miss Jones del 1973. In seguito, Georgina Spelvin partecipò ad oltre 70 film per adulti, per ritirarsi dall'attività nel 1982. Fu inoltre protagonista del film Girls for rent (conosciuto anche come I spit on your corpse), un film di exploitation a basso costo; in quest'occasione disegnò anche i costumi di scena.
Ebbe inoltre dei cameo nei film Scuola di polizia e Scuola di polizia 3 - Tutto da rifare; questi ultimi erano normali produzioni di Hollywood, ma Georgina Spelvin vi interpretava la parte di una prostituta, che nel primo episodio eseguiva una fellatio (fuori campo) ad uno dei personaggi. Questa caratterizzazione era dovuta al fatto che l'attrice era molto nota e facilmente riconoscibile dal pubblico.
Altri ruoli in film non-underground includono le partecipazioni ai film Bad Blood (1993), dove appare con il nome di Ruth Raymond, e Next Year in Jerusalem, oltre ad alcune partecipazioni come guest star nelle serie televisive Dream On (1995) and The Lost World (2002).
Georgina Spelvin fu il simbolo più rappresentativo del porno chic. Nel 1973 Robert Berkvist, in un articolo sul New York Times, scrisse che: "Miss Jones è altrettanto familiare a Scarsdale (quartiere rispettabile e benestante di New York) quanto lo è a Broadway".

### Vita privata
Durante gli anni settanta ebbe una lunga relazione lesbica con Clair Lumaire, che partecipò con lei a Miss Jones con il nome d'arte di Judith Hamilton.

### DopoMiss Jones
Dopo essersi ritirata dall'industria dei film per adulti, fece diversi lavori, tra cui quello di progettazione grafica di siti web ed editoria elettronica, finché nel 2001, all'età di 65 anni, andò definitivamente in pensione. Nel 2005 ebbe un cameo nel remake di Miss Jones, con Savanna Samson e Jenna Jameson.
Nel febbraio 2008 risultava residente nella zona di Los Angeles con il marito, l'attore John Welsh; all'epoca stava lavorando sulla sua autobiografia, The Devil Made Me Do It. Nel dicembre 2009 compare nel video della canzone Paradise Circus dei Massive Attack. Il video è un'intervista a Georgina Spelvin intervallata da spezzoni di Miss Jones.

### Autobiografia
Nel maggio 2008 la sua autobiografia, The Devil Made Me Do It, fu pubblicata. Georgina Spelvin apparve in video in un breve filmato web, che annunciava l'uscita del libro ai suoi fan su Internet. Il libro, che è pubblicato in proprio, può essere acquistato direttamente dal suo sito ufficiale.

## Riconoscimenti

### Premi
- 1976 AFAA Miglior attrice non protagonista, per Ping Pong[9]
- 1977 AFAA Migliore attrice, per Desires Within Young Girls[9]
- 1978 AFAA Miglior attrice non protagonista, per Take Off (...e ora spogliati)[9]
- 1979 AFAA Miglior attrice non protagonista, per Esctacy Girls[9]
- 1980 AFAA Miglior attrice non protagonista, per Urban Cowgirls[9]
- 1981 AFAA Miglior attrice, per Dancers[9]
- AVN Hall of Fame[10]
- Legends of Erotica[11]
- XRCO Hall of Fame[12]

### Nomination
- 2006 AVN Miglior interpretazione non sessuale, per The Devil in Miss Jones[13]

## Filmografia
- Career Bed (1969)
- Fongaluli (1972)
- Parental Guidance (1972)
- Teachers and Cream (1972)
- Bedroom Bedlam (1973)
- Miss Jones (The Devil in Miss Jones), regia di Gerard Damiano (1973)
- Devil's Due (1973)
- Fringe Benefits (1973)
- Inside Georgina Spelvin (1973)
- Lecher (1973)
- Lovelace Meets Miss Jones (1973)
- Memoirs Of A Male Chauvinist Pig (1973)
- New Comers (1973)
- Russians Are Coming (1973)
- Sexual Witchcraft (1973)
- Sleepy Head (1973)
- Spickey's Magic Wand (1973)
- Well Of Frenzy (1973)
- Wet Rainbow (1973)
- Birds and the Beads (1974)
- Gola profonda (Deep Throat 2) (1974) - non accreditata
- Happy Days (1974)
- Maryanne's Honeymoon Sweet (1974)
- I pomeriggi privati di Pamela Mann (The Private Afternoons of Pamela Mann), regia di Radley Metzger (1974)
- 3 A.M. (1975)
- Fantasy in Blue (1975)
- Journey of O (1975)
- Lip Service (1975)
- Mount of Venus (1975)
- Ping Pong (1975)
- SOS (1975)
- Guess Who's Coming (1976)
- Love Airlines (1976)
- Over Sexposure (1976)
- Le dolci intimità di Annette (Desires Within Young Girls), regia di Richard Kanter (1977)
- El Paso Wrecking Co. (1977)
- Jade Pussycat (1977)
- Easy (1978)
- Le avventure erotiche di Candy (The Erotic Adventure of Candy), regia di Gail Palmer (1978)
- Sensual Encounters of Every Kind (1978)
- Take Off (...e ora spogliati) (Take Off), regia di Armand Weston (1978)
- Babylon Pink (1979)
- Ecstasy Girls (1979)
- Fantasy (1979)
- For Richer For Poorer (1979)
- French Kiss (1979)
- Giochi bagnati (1979)
- Mystique (1979)
- New York City Woman (1979)
- That's Erotic (1979)
- That's Porno (1979)
- Tropic of Desire (1979)
- All the Way (1980)
- All the Way (II) (1980)
- All the Way (III) (1980)
- Garage Girls (1980)
- Limited Edition 1 (1980)
- Limited Edition 2 (1980)
- Midnight Blue 2 (1980)
- Nympho Secrets (1980)
- Urban Cowgirls (1980)
- Best of Gail Palmer (1981)
- Country Comfort (1981)
- Dancers (1981)
- Exhausted (1981)
- Indecent Exposure (1981)
- Ring of Desire (1981)
- Seven Seductions of Mme. Lau (1981)
- World of Henry Paris (1981)
- Center Spread Girls (1982)
- Devil in Miss Jones 2 (1982)
- Dirty Looks (1982)
- My Straight Friend (1982)
- Between Lovers (1983)
- Endless Lust (1983)
- Super Sex (1983)
- Turbo Sex (1983)
- When She Was Bad (1983)
- Behind the Scenes of an Adult Movie (1984)
- Critic's Choice 1 (1984)
- Eighth Erotic Film Festifal (1984)
- Erotic Fantasies: Women With Women (1984)
- Scuola di polizia (Police Academy), regia di Hugh Wilson (1984)
- Cumshot Revue 2 (1985)
- First Annual XRCO Adult Film Awards (1985)
- Free and Foxy (1985)
- 6 To 9 Black Style (1986)
- Only the Best 1 (1986)
- Babes in Joyland (1987)
- Legends of Porn 1 (1987)
- Love Scenes for Loving Couples (1987)
- Private Thighs (1987)
- Only the Best 3 (1990)
- True Legends of Adult Cinema: The Golden Age (1992)
- Blue Vanities 239 (1995)
- Blue Vanities 244 (1995)
- Blue Vanities 248 (1995)
- Still Insatiable (1998)
- Top 25 Adult Stars Of All Time (1999)
- John Holmes Sexual Rage (2005)
- New Devil in Miss Jones (2005)
- Very Best of Dorothy LeMay (2006)
- Dorothy Lemay Taboo Teaser (2007)